# Iain King
Iain Benjamin King est un écrivain britannique nommé Commandeur de l'Ordre de l'Empire britannique en 2013 pour services rendus à la gouvernance en Libye, en Afghanistan et au Kosovo.
Au Kosovo il occupe une importante fonction politique au sein de la Mission d'administration intérimaire des Nations unies au Kosovo à propos de laquelle il coécrit un livre en 2006.
Dans son livre paru en 2008, How to Make Good Decisions and Be Right All the Time: Solving the Riddle of Right and Wrong, King développe une méthode de prise de décision morale. King qualifie son système de quasi-utilitarien.

## Source de la traduction
- (en) Cet article est partiellement ou en totalité issu de l’article de Wikipédia en anglais intitulé « Iain King » (voir la liste des auteurs).